# Municipio Miranda (Zulia)
Miranda es uno de los 21 municipios ubicados en el Estado Zulia, en Venezuela. Ubicado en la Costa Oriental del Lago de Maracaibo, su capital es Los Puertos de Altagracia.
Recibe su nombre en homenaje al prócer de la independencia de Venezuela Francisco de Miranda (1750-1815).

## Geografía

### Vegetación
Posee paisaje de bosque seco y bosque húmedo y relieve compuesto, principalmente de colinas y lomas. El actual municipio Miranda es el heredero del Distrito Miranda entidad que comprendía el mismo territorio entre 1884 y 1989.

### Flora y Fauna
Se encuentra en la provincia biogegráfica de Maracaibo, y en los bosques que permanecen en medio del paisaje agroproductivo se observan algunos de sus elementos característicos como el árbol Copaifera venezuelana Harms & Pittier, pero además diferentes especies de mamíferos, aves e invertebrados.

### Áreas protegidas

#### Refugio de Fauna SilvestreCiénaga de Los Olivitos
El Municipio Miranda contiene al Refugio de Fauna Silvestre Ciénaga de Los Olivitos, zona decretada en 1989 para proteger extensos bosques de mangle y caños de marea en una superficie cienagosa de 26 000 hectáreas. Dentro de los linderos del refugio se encuentran campos de duna, cordones litorales, playas, albuferas, salinetas y la planicie de explayamiento de los ríos Cocuiza y El Palmar, que constituyen el principal aporte de agua del humedal. 
Estos hábitats son especialmente importantes para la protección de especies en peligro como el Caimán de la costa (Cocodrilus acutus), así como de numerosas especies de aves residentes y migratorias. La población reproductiva de flamencos (Phoenicopterus ruber) más importante del país anida cada año en Los Olivitos.
Además de un Refugio de Fauna Silvestre, Los Olivitos es también una reserva de Pesca, de la cual los pescadores de la población Ancón de Iturre, sacan su sustento económico y alimenticio. En 1996, Los Olivitos fue acreditado por la Convención RAMSAR, como un humedal de Importancia Internacional.

#### EcoparqueOjo de Agua El Cardón
Se encuentra ubicado en los alrededores del El Consejo de Ciruma, parroquia San Antonio, y es una zona de protección comunal de la flora y fauna silvestre, decretado como parque ecoturístico o "Ecoparque" el 6 de octubre de 2013. Presenta una vegetación boscosa asociada a un manantial, y en la cual se encuentra una gran variedad de especies de plantas y animales característicos de la cuenca del lago de Maracaibo.

### Parroquias
- Parroquia Altagracia
- Parroquia Faría
- Parroquia Ana María Campos
- Parroquia San Antonio
- Parroquia San José

| Parroquia            | Superficie | Población (2023) | Densidad       |
| -------------------- | ---------- | ---------------- | -------------- |
| (1) Altagracia       | 107 km²    | 57.376 hab.      | 517,54 hab/km² |
| (2) Ana María Campos | 525 km²    | 7.995 hab.       | 15,23 hab/km²  |
| (3) Faría            | 655 km²    | 5.563 hab.       | 8,49 hab/km²   |
| (4) San Antonio      | 618 km²    | 11.101 hab.      | 18,04 hab/km²  |
| (5) San José         | 61 km²     | 19.486 hab.      | 322,88 hab/km² |
| Municipio Miranda    | 1.966 km²  | 101 527 hab.     | 50,75 hab/km²  |

### Poblaciones
- Ancón de Iturre
- Bella Vista de la Candelaria
- Cacaguita
- El Caimito
- El Aceituno
- El Cañito
- El Concejo de Ciruma
- San Joaquin de la Vega
- El Río
- El Muñeco
- El Nuevo Caimito
- Haticos del Norte (el Guárico)
- Haticos del Sur
- Las Catanejas
- Los Jobitos

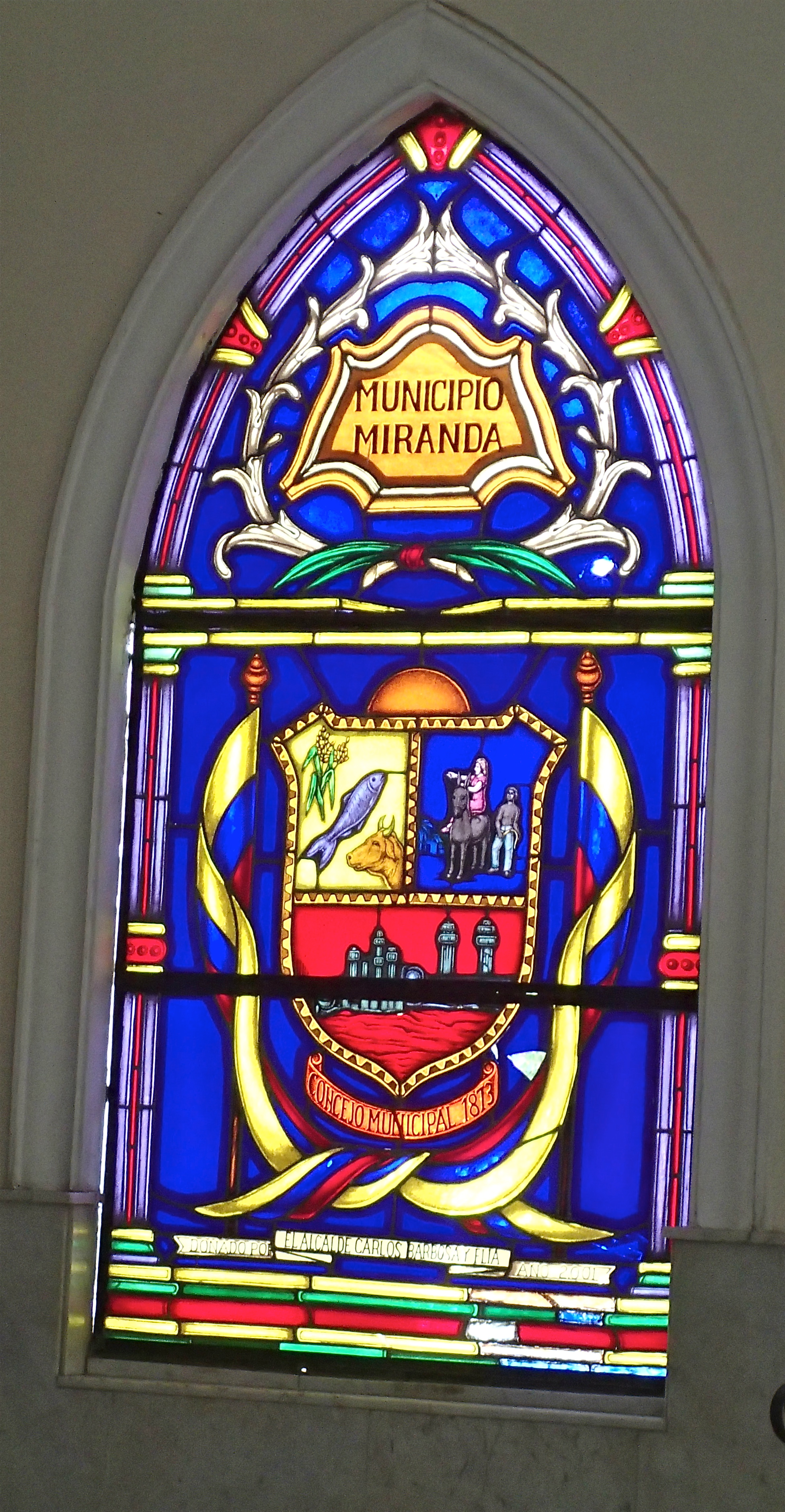
Vitral en el interior de la iglesia de San Antonio en la población de El Consejo de Ciruma, estado Zulia, Venezuela. Se observa el escudo del municipio Miranda.

- Los Puertos de Altagracia (Capital del Municipio)
- El Mecocal
- El Nuevo Hornito
- Punta de Leiva
- Punta de Palmas
- Punta de Piedra
- Quisiro

## Economía
Las actividades económicas predominantes son la pesquera, destacando especies de gran valor comercial como jurel, curvina, robalo, camarones, mero y carite; la ganadera, con grandes terrenos de fincas y haciendas destinadas a la cría y comercialización de vacas, chivos y carneros (zonas del Mecocal, Catanejas, El Concejo de Ciruma, Quisiro); la industrial, con la Petroquímica "Ana María Campos" anteriormente llamada "El Tablazo" y el muelle de carga de crudo pesado y liviano de PDVSA (ex- Maraven) en Puerto Miranda.
En el municipio se encuentra el complejo petroquímico El Tablazo.

## Personajes
- Ana María Campos. Heroína y mártir de la independencia de Venezuela. Nacida en Los Puertos de Altagracia, luchó contra el último Gobernador español Francisco Tomás Morales, de quien predijo "si no capitula, monda", por lo cual fue detenida y azotada en la vía pública montada sobre un asno que recorrió las calles de la ciudad de Maracaibo.

- Domitila Flores. Heroína nacida en Los Puertos de Altagracia.

- José Escolástico Andrade. Nace en Los Puertos de Altagracia el 18.1.1782, Muere en Maracaibo el 22.8.1876. Jefe militar durante la última etapa de la Guerra de Independencia de Venezuela. Durante la Guerra Federal (1859-1863) combatió contra los ejércitos federalistas, motivo por el cual fue considerado como un godo o conservador. Su hijo el general Ignacio Andrade fue presidente de la República entre 1898 y 1899. Fueron sus padres José Ignacio Andrade y María Pirela.

- José Antonio Chávez (1854-1933). Autor de la música del himno del Estado Zulia.

- León de Febres Cordero (1797-1875), militar y político venezolano. Nacido en Los Puertos de Altagracia, se caracterizó por su participación en los movimientos de emancipación de Ecuador, Perú y Venezuela. En 1820 intervino en el levantamiento insurgente (independentista) de Guayaquil, en Ecuador, y en la campaña del general José de San Martín en Perú (1821), quien le ascendió por sus méritos de guerra a general de división. En Venezuela participó en la guerra federal (1858-1863), como lugarteniente del conservador José Antonio Páez, jefe del Ejército constitucional, derrotando al federal Juan Crisóstomo Falcón en la batalla de Coplé (1860). El Congreso le nombró designado, pero al ser derrotado en 1863 por los liberales se marchó del país. Tras su retorno a Venezuela, se retiró de la política y murió en 1875 en Mérida.

- Felipe Baptista. Nace en los Puertos de Altagracia, estado Zulia, el 7 de enero de 1780. Obtuvo el grado de Capitán de Navío durante la guerra de Independencia. En 1821 acudió desde Boconó para sostener el pronunciamiento de Maracaibo y, formando parte de la Escuadra de Padilla, participó en la Batalla Naval del Lago como Segundo Comandante de la Peacook, donde se comportó heroicamente rindiendo a la goleta española Liberal. Estuvo presente en la capitulación que se vio obligado a firmar el jefe realista Morales, y fue nombrado Jefe del buque que debía llevar a Cuba a los vencidos. Auxilió a José Antonio Páez en la toma de Puerto Cabello (1823) y fue premiado por Simón Bolívar con la Estrella de los Libertadores. Murió en Curazao el 27 de julio de 1849.

- Gabriel Bracho. El 25 de mayo de 1915 nace en Los Puertos de Altagracia, estado Zulia, el pintor Gabriel Bracho, muralista por excelencia, formado en la Escuela Mexicana. Estudió Artes Plásticas en Caracas, Chile, México, París y Nueva York. Realizó numerosas exposiciones en Latinoamérica, Estados Unidos y Europa. Obtuvo primeros premios en los salones D'Empaire y Julio T. Arce y un tercer premio en el Salón Planchart. En 1977 ganó para América Latina el Premio de Pintura Realista Comprometida en Bulgaria. Realizó el mural Boyacá que se conserva en el Palacio de Miraflores, y otros murales en Institutos Educacionales. En 1978 plasmó la cúpula de la nueva sede del Ministerio de la Defensa, en una estructura de vitrales de 234 metros, único en su género en Latinoamérica. Durante más de 20 años estuvo Bracho luchando contra un cáncer, que poco a poco fue consumiendo su cuerpo; sin embargo, con ese espíritu de lucha siempre presente, siguió desarrollando su trabajo. Uno de sus últimos trabajos fue un estupendo retrato interpretativo de Antonio José de Sucre, adquirido por la Gobernación del Estado Sucre con motivo del Bicentenario del Nacimiento del Gran Mariscal de Ayacucho, el 3 de febrero de 1995. Realizó varios murales en su ciudad natal, Los Puertos de Altagracia; y la casa donde nació la convirtió en museo para disfrute cultural de sus coterráneos. Hoy se llama Casa Museo Gabriel Bracho. Gabriel dejó de existir en Caracas, el 6 de marzo de 1995. Poco antes de morir se le concedió el Premio Nacional de Artes Plásticas, inexplicablemente tarde, el cual no pudo recibir en vida. (http://www.efemeridesvenezolanas.com/html/bracho.htm)

## Educación

### Universidades
Los Puertos de Altagracia Posee un Núcleo de la Universidad Nacional Experimental Rafael María Baralt (UNERMB), donde se ofrecen las carreras de Educación Mención Integral, Administración Mención Gerencia Industrial, Ingeniería de Mantenimiento Mecánico e Ingeniería de gas.
Actualmente la UNERMB dicta cursos de Posgrado en la ETI "José Paz González", ofreciendo gran ventaja a los profesionales de este municipio para seguirse formando.

## Cultura

### Tradiciones y costumbres
- Los Jobiteros, nativos del pueblo de los Jovitos son conocidos por sus exageraciones antes de cada cual exclaman ¡Oh!. Por ejemplo a una persona alta le dirían: ¡Oh!, ¡Ahora es que te quedaste pasma'o!. (Pasmado significa pequeño, que no creció, en el hablar maracucho).

- Son famosas las fiestas patronales de San Antonio de Padua patrono de los enamorados, en el pueblo del Consejo de Ciruma celebradas cada 13 de junio.

- Fiestas de San Benito de Palermo

- Feria de Nuestra Señora de Altagracia, patrona del Municipio. En sus fiestas patronales se celebra "La Vuelta al Terruño".

- Fiestas del reencuentro. En algunos pueblos (especialmente brilla por su preparación y tradición de muchos años "El Reencuentro de Punta de Leiva con su gente") producto de éxodo de sus nativos a otras poblaciones, se celebran fiestas donde los emigrados que fueron a vivir en Maracaibo, Cabimas u otros sitios regresan a su pueblo natal.

## Símbolos

### Bandera

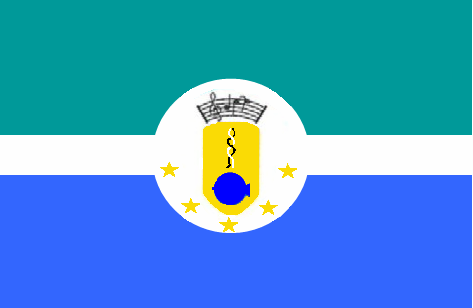
Bandera del municipio Miranda

La bandera del municipio fue fundada por Humberto Petit, consta de 2 franjas horizontales turquesa y azul. La franja turquesa simboliza la riqueza agropecuaria del municipio como los cultivos de arroz del caño Oribor. La franja azul representa las aguas del lago de Maracaibo y el Golfo de Venezuela que bañan sus costas.
Entre las franjas hay una banda blanca separándolas y un círculo blanco en el medio.
En el círculo hay varios símbolos entre ellos unas letras musicales que representan el talento musical de sus habitantes, un pez representa la riqueza pesquera, y 5 estrellas que representan las parroquias del municipio: Altagracia, Faría, Ana María Campos, San Antonio y San José.

### Escudo

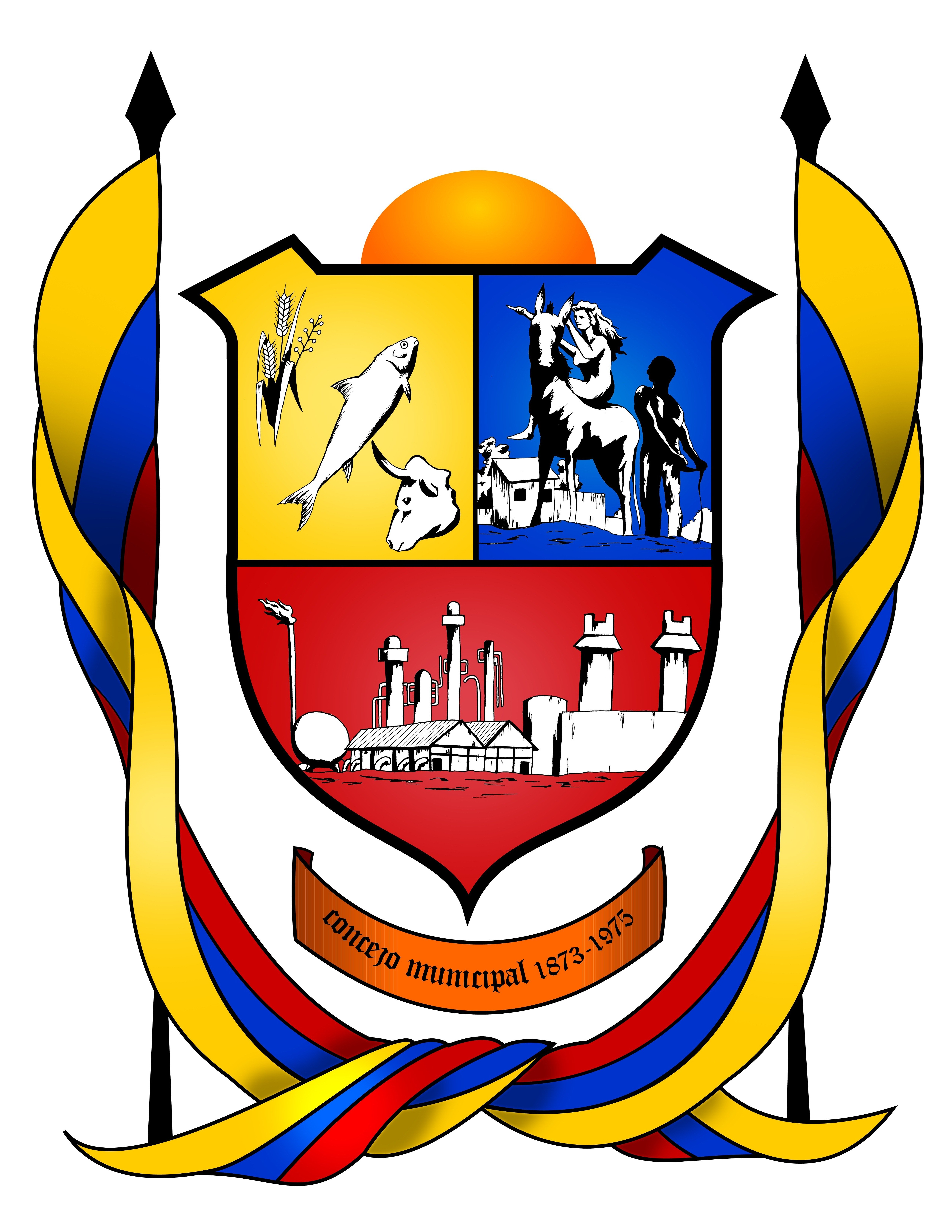
Escudo-municipal

Fue creado en el año de 1975 por el dibujante, deportista y cantante mirandino Douglas Faría Matos.
Lleva en su campo los colores amarillo, azul y rojo en sus tres cuarteles.
El cuartel de la derecha del escudo (azul) contiene la figura de la heroína Ana María Campos, símbolo histórico del apoyo mirandino a la Independencia nacional.
El cuartel de la izquierda (amarillo) representa las riquezas naturales del municipio: la pesca, el ganado y el cultivo, las cuales son representadas por la figura de un pez, una cabeza de res y una espiga de arroz, características de la economía de la región.
El tercer cuartel (rojo) ocupa toda la parte inferior del escudo, y en él figuran las instalaciones de la Petroquímica "El Tablazo", emblema del desarrollo industrial del municipio.
El escudo tiene por timbre dos Banderas Nacionales, entrelazadas en su parte inferior, situadas a cada lado del mismo. En su parte superior destaca la figura de un sol naciente, como significación de la vitalidad y el clima que caracteriza a la región.

## Política y gobierno

### Alcaldes
| Período     | Alcalde          | Partido político / Alianza | % de votos | Notas |
| ----------- | ---------------- | -------------------------- | ---------- | --- |
| 1989 - 1992 | Wilmer Oquendo   | AD                         | 46,78      | Primer alcalde bajo elecciones directas |
| 1992 - 1995 | Wilmer Oquendo   | AD                         | 47,47      | Reelecto |
| 1995 - 2000 | Henoc Guerere    | COPEI                      |            | Segundo alcalde bajo elecciones directas (se realizaron elecciones generales adelantadas en el 2000 debido a la aprobación de la Constitución de 1999)                                                     |
| 2000 - 2004 | Carlos Barboza   | AD                         | 28,52      | Tercer alcalde bajo elecciones directas |
| 2004 - 2006 | Carlos Barboza   | AD                         | 40,27      | Reelecto (El 20 de junio de 2006, Tiberio Bermúdez, entonces del MVR, impugnó exitosamente la proclamación de Carlos Barboza, de Acción Democrática, desde entonces las elecciones han estado retrasadas.) |
| 2006 - 2010 | Tiberio Bermúdez | MVR                        | -          | Cuarto alcalde bajo elecciones directas |
| 2010 - 2013 | Tiberio Bermúdez | PSUV                       | 66,10      | Reelecto (se postergan 1 año las elecciones municipales pautadas para finales del 2012) |
| 2013 - 2017 | Tiberio Bermúdez | PSUV                       | 61,93      | Reelecto |
| 2017 - 2021 | Tiberio Bermúdez | PSUV                       | 65,04      | Reelecto |
| 2021 - 2025 | Jorge Nava       | PSUV                       | 64,87      | Quinto Alcalde bajo elecciones directas |

### Concejo municipal
Período 1989 - 1992
| Concejales:        | Partido político / Alianza |
| ------------------ | -------------------------- |
| Tiberio Bravo      | AD                         |
| Ernesto Oldenburg  | AD                         |
| Julio Padrón       | AD                         |
| Agustin Alvarado   | COPEI                      |
| Edixo Barrios      | COPEI                      |
| Henoc Guerere      | COPEI                      |
| Eronides Gutiérrez | MAS                        |

Período 1992 - 1995
| Concejales:        | Partido político / Alianza |
| ------------------ | -------------------------- |
| Tiberio Bravo      | AD                         |
| Carmelo Villacinda | AD                         |
| Dirimo Rendiles    | AD                         |
| Douglas Ávila      | AD                         |
| Alfredo Alvarado   | COPEI                      |
| Henoc Guerere      | COPEI                      |
| Giovanny Barrios   | COPEI                      |
| Ismael Alaña       | GE                         |
| Jesús Patiño       | GE                         |

Período 1995 - 2000
| Concejales:         | Partido político / Alianza |
| ------------------- | -------------------------- |
| Tiverio Bravo       | COPEI                      |
| José Espinoza       | COPEI                      |
| Orlando Urdaneta    | COPEI                      |
| Nelba Pereira       | AD                         |
| José Montero        | AD                         |
| Hidalgo Quintero    | MAS                        |
| Luis Enrique Torres | ORA                        |

Período 2000 - 2005
| Concejales:       | Partido político / Alianza |
| ----------------- | -------------------------- |
| Wiston Medina     | AD                         |
| Dirimo Rendiles   | AD                         |
| Eden Chacin       | AD                         |
| Douglas Avila     | UNT                        |
| José Alaña        | MVR                        |
| Geovanni Urdaneta | IP                         |
| Santos Castillo   | (Representación Indígena)  |

Período 2005 - 2013
| Concejales:       | Partido político / Alianza |
| ----------------- | -------------------------- |
| Wilfrido Valles   | AD                         |
| Jociris Nava      | AD                         |
| Wiston Medina     | AD                         |
| Geovanni Urdaneta | AD                         |
| Agripina Romay    | UNT                        |
| Norberto Perozo   | IP                         |
| Cleotilde Pino    | (Representación Indígena)  |

Período 2013 - 2018:
| Concejales         | Partido político / Alianza |
| ------------------ | -------------------------- |
| Dorys Perozo       | PSUV                       |
| Sandra Rodriguez   | PSUV                       |
| Anthony Sandrea    | PSUV                       |
| Juan Rodriguez     | PSUV                       |
| Arbóreo Gutierrez  | PSUV                       |
| Hender Martínez    | PSUV                       |
| Vidaura Romero     | PSUV                       |
| Demetrio Garcés    | PSUV                       |
| Carolina Rodriguez | (Representación Indígena)  |

Período 2018 - 2021
| Concejales      | Partido político / Alianza |
| --------------- | -------------------------- |
| Karina Sandrea  | PSUV                       |
| Tibisay Moreno  | PSUV                       |
| Mirian Huerta   | PSUV                       |
| Heder Martínez  | PSUV                       |
| Juan Rodríguez  | PSUV                       |
| Ysrael Pereira  | PSUV                       |
| Vidaura Romero  | PSUV                       |
| Ray Flores      | PSUV                       |
| Ismael González | (Representación Indígena)  |

Periodo 2021 - 2025
| Concejales:        | Partido político / Alianza |
| ------------------ | -------------------------- |
| Yaritza Melendez   | PSUV                       |
| José Rojas         | PSUV                       |
| leonor Solis       | PSUV                       |
| Branyit Bermúdez   | PSUV                       |
| Franklin Sanchez   | PSUV                       |
| Karina Gómez       | PSUV                       |
| Meissnner Chirínos | PSUV                       |
| Norberto Perozo    | MUD                        |
| Daniel Medina      | (Representación indígena)  |